# Mörön
Mörön (mong. Мөрөн) – miasto w północnej Mongolii, na południe od jeziora Chubsuguł; stolica administracyjna ajmaku chubsugulskiego, położone 692 km na północny zachód od stolicy kraju Ułan Bator. W 2010 roku liczyło 35,8 tys. mieszkańców.
Osada powstała wokół dużego klasztoru lamajskiego zbudowanego w 1890 roku, a zniszczonego w 1937 przez komunistów. Stolica ajmaku od 1931, gdy przeniesiono ją z osady Chatgal. W 1961 zbudowano tu młyn zbożowy, w latach 80. XX w. działał w mieście także niewielki kombinat spożywczy. W pobliżu miasta w latach 80. XX w. pracowała jedna z nielicznych w Mongolii kopalń węgla kamiennego. Wydobywany on był z warstw permskich. 
Znajdują się tu (stan na 2008): Muzeum Ajmaku oraz klasztor lamajski założony w 1990 na miejscu zniszczonego w 1937.
W okolicy miasta znajduje się grupa 14 rzeźb jeleni pochodząca z epoki brązu (20 km od centrum) i ruiny dwóch miast założonych przez wnuka Czyngis Chana chana Mongkego w pierwszej połowie XIII w. (45 km od centrum).  